# ボーナスアーミー

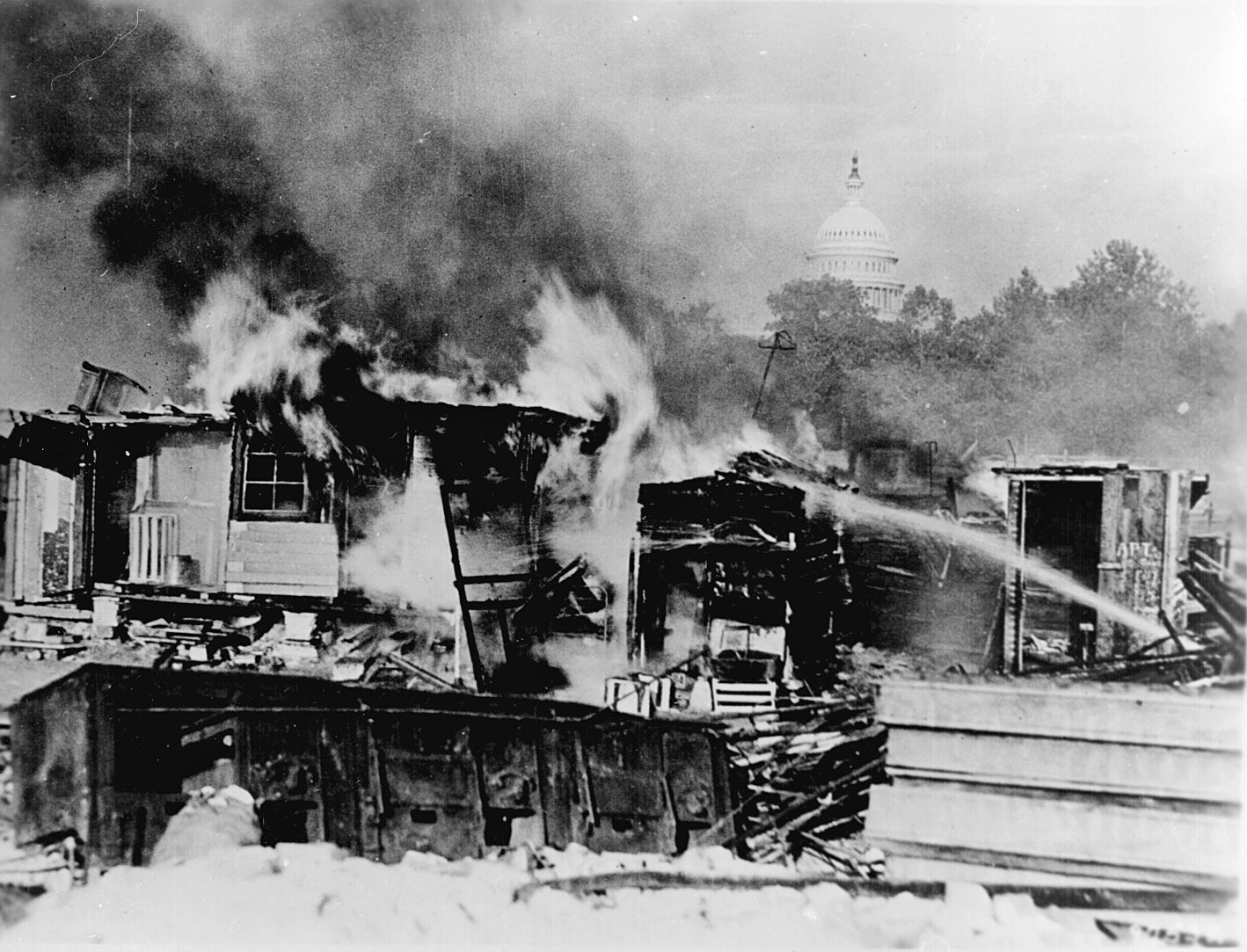
ボーナス・アーミーと軍隊との衝突後、燃え上がるボーナス・アーミー参加者の野営地

ボーナス・アーミー（Bonus Army、ボーナス行進とも）は、1932年6月に、アメリカ合衆国で、第一次世界大戦の復員軍人やその家族など、約31,000人が支給（ボーナス）の繰り上げ支払いを求めて、ワシントンD.C.へ行進した事件。ダグラス・マッカーサーは、この集団を武力的に鎮圧した事で批判に晒された。

## 始まり
1924年5月、クーリッジ大統領時代に、世界大戦調整補償法（the Adjusted Service Certificate Law）が定められた（大統領自身は拒否権を発動している）。これは、第一次大戦に従軍した軍人に対して、1ドル（/日）程度のボーナスを基金化して預託し、1945年に支払うという内容であった。ところが1920年代後半、世界恐慌が深刻化するにつれて失業者が増加すると、退役軍人の救済や景気浮揚を目的に将来、支払いが約束されている預託金の前倒しを求める動きが活発になる。
1932年3月、失業中の陸軍退役軍曹、ウォルター・ウォーターズを指導者とするグループが大戦時のアメリカ外征軍になぞらえてボーナス外征軍（Bonus Expeditionary Force、BEF）を名乗り、ポートランドから貨車を占拠して首都ワシントンへ向かった。このニュースが全米に流れると、各地から元軍人が支持を表明して続々とワシントンへ集結し始めた。当時、戦争英雄として著名であったスメドレー・バトラー海兵隊退役少将が参加したことで勢いは増した。彼らは使われていない連邦政府の施設や河川敷にキャンプを張り、ピーク時には女性や子供を含み15,000人の規模に達した。

## ワシントンD.C.への到着
ボーナス・アーミーの参加者は上院でパットマン配当法案（the Patman Bonus Bill）が投票にかけられる6月17日にワシントンD.C.に集結した。この法案は、第一次世界大戦の復員軍人たちに対する配給の支払いを、前倒しにするものであった。ボーナス・アーミー参加者の多くは、ワシントンD.C.中心部から、アナコスシア川を隔てたところにある、「アナコスシア・フラッツ」と呼ばれる、じめじめした泥だらけのフーバービル（大恐慌のため形成されたスラムを指す呼称）に野営した。参加者たちは、大恐慌で職を失ったものが多く、その救済措置として、復員軍人に対する支給金が即時に支払われることを望んでいた。先の法案は6月15日に下院を通過したものの、上院で否決された。
法案の否決後、議会はボーナス・アーミー参加者の内、解散して帰宅する者に支払う特別基金を作り、一部の参加者はこれに同意して解散した。7月28日、ワシントンD.C.の警察が残留しているボーナス・アーミー参加者を連邦政府の建設現場から解散させようと試みた。警官隊が2人の復員軍人に発砲し致命傷を与えると、参加者たちは鈍器を持って警官隊に襲いかかり何名かを負傷させた。警官隊は撤退し、ワシントンD.C.の行政委員会委員長はハーバート・フーヴァー大統領に、これ以上治安を保つことが出来ない旨を報告した。フーヴァー大統領は連邦軍に対し、ボーナス・アーミーを解散させるように命令した。

## 連邦軍の到着
ダグラス・マッカーサー陸軍大将の全般指揮の下、第12歩兵連隊（メリーランド州フォート・ハワード駐屯）とジョージ・パットン少佐が指揮する第3騎兵連隊（ヴァージニア州フォート・メイヤー駐屯）によって、ボーナス・アーミーは追い散らされ、彼らの野営地は破壊された。ワシントンD.C.は連邦議会の直轄地のため、合衆国内で治安維持のための軍隊の展開を厳しく制限する民警団法（Posse Comitatus Act）の対象とはなっていなかった（アメリカ合衆国憲法第1条8節17項）。しかし、マッカーサーの司令部スタッフであったドワイト・アイゼンハワーは、この作戦に強い懸念を持っていた。軍部隊は、抜き身の銃剣をつけた小銃と、催涙弾を持ってボーナス・アーミーの野営地に進められた。フーヴァー大統領は、アナコスティア川の対岸にあるボーナス・アーミー最大の野営地まで部隊を進めることを望んでいなかった。しかし、マッカーサーは、ボーナス・アーミーが政府の転覆を狙った共産主義者の企みではないかと考え、彼の権限を超え、軍を進めさせた。ウイリアム・ハシュカとエリック・カールソンを含め数名が死亡、数百名が負傷したほか、退役軍人の妻1人が流産した。武装した連邦軍の現役兵士が、みすぼらしい先の大戦の復員軍人に対峙するというイメージは、復員軍人救済のお膳立てをすることとなり、最終的には退役軍人局（後の退役軍人省）が設置される結果となった。
ボーナス・アーミーが追い散らされるまでに発生した被害は以下の通り
- 2名の復員軍人が射殺された。
- 11週の新生児がガスに曝され重体となった。
- 幼児2名がガスにより窒息死した。
- 11歳の少年が催涙ガスで一部失明した。
- 野次馬1名が肩を撃たれ負傷した。
- 復員軍人1名が、騎兵隊のサーベルで耳を切断された。
- 復員軍人1名が臀部に銃剣を刺された。
- 少なくとも12名の警官が、退役軍人によって負傷させられた。
- 警官やマスコミ、救急車の運転手を含む1,000人以上のワシントンD.C.の居住者が催涙ガスを浴びることとなった。

連邦軍部隊がボーナス・アーミーのテントや小屋を焼き払ったとされるが、小屋を提供した政府に対する悪意から、何人かの復員軍人が連邦軍到着の前に自らの住居に火をつけたとする報告もある。
連邦軍の兵士たちが、かつての同僚たちに向かって行軍していったという報道も、財政的な懸念から退役軍人への年金給付にはっきりと反対したことも、フーバー大統領の再選の助けにはならなかった。1933年にフランクリン・ルーズベルトが大統領に選出されると、いくつかのボーナス・アーミーのような集団がワシントンD.C.に集まり、新大統領に自分たちの主張を表明した。

## 余波
ルーズベルト大統領は、年金の早期支払いを望んでいなかったが、復員軍人たちが再びワシントンまで行進を行った際には、より洗練された対処を行った。彼は、妻（ファーストレディ）のエレノア・ルーズベルトを復員軍人たちのもとに送り、彼らとしゃべり、コーヒーを飲ませた。エレノアは多くの復員軍人たちを説得し、彼らをフロリダ・キーズ諸島でのオーバーシーズ・ハイウェイ（アメリカの国道1号線南端部）の建設工事に就かせた。
しかし1935年9月2日、「1935年のレイバー・デイ・ハリケーン」(en)として知られる大暴風雨によって、道路建設現場で働いていた259人の退役軍人が死亡した。ニュース映画で退役軍人たちの様子を知って大衆感情は盛り上がり、1936年が選挙の年である以上、議会は年金問題をこれ以上等閑に付すわけにはいかなかった。ルーズベルト大統領の拒否権も覆され、年金支給は現実のものとなった。
1944年には復員兵援護法（GI法）が成立した。これは、第二次世界大戦の復員軍人たちが市民生活に戻るにあたって、連邦政府に求めていた援助を保障するのに大いに役に立った。この援助こそは、ボーナス・アーミーに参加した第1次世界大戦の復員軍人たちがほとんど受け取れなかったものであった。
そしてボーナス・アーミーという活動は、1963年のワシントン大行進や、あるいは20世紀後半に行われた著名な政治集会のひとつの雛形ともなった。

## 英語版で参考とされた文献
- Archer, Jules (1963). Front-Line General: Douglas MacArthur. Julian Messner, Inc.. Library of Congress Catalog Card No. 63-16791
- Archer, Jules (1973). The Plot to Seize the White House. Hawthorn Books, Inc.. Library of Congress Catalog Card No. 76-39261
- Burner, David (1979). Herbert Hoover: A Public Life. Alfred A. Knopf. ISBN 0-394-46134-7
- James, D. Clayton (1970). The Years of MacArthur, Volume I, 1880-1941. Houghton Mifflin Company. Library of Congress Catalog Card No. 76-108685
- Ross, John (1996). Unintended Consequences. Accurate Press. ISBN 1-888118-04-0
- Smith, Richard Norton (1984). An Uncommon Man: The Triumph of Herbert Hoover. Simon and Schuster. ISBN 0-671-46034-X

### 日本語文献
- 秋元英一『世界大恐慌』、新版 講談社学術文庫、2009年

本項の序章は、上記を参考に増補。